# Regis Philbin
Pour les articles homonymes, voir Régis.
Regis Francis Xavier Philbin, né le 25 août 1931 à New York dans le Bronx et mort le 24 juillet 2020 de causes naturelles à Greenwich (Connecticut), était un présentateur de télévision et un producteur américain. Il était notamment célèbre pour avoir présenté la matinale Live with Regis and Kelly, la version américaine de Who Wants to Be a Millionaire? et Million Dollar Password.
Il a joué également quelques rôles dans des séries télévisées.

## Biographie
Philbin est né en 1931. Son père, Francis « Frank » Philbin, un marin américain qui a servi dans le Pacifique, était d'origine irlandaise. Sa mère, Filomena « Florence » (née Boscia), était, quant à elle, d'origine albanaise. Ils vécurent au 1990 Cruger Avenue, dans le quartier Van Nest du Bronx. Philbin a été élevé dans une famille catholique. Longtemps, Philbin a été considéré comme un fils unique, mais le 1er février 2007, lors de l'émission Live with Regis and Kelly, il annonça qu'il avait un frère, Frank M. Philbin, décédé d'un lymphome non-hodgkinien quelques jours plus tôt. Il a dit que son frère, 20 ans plus jeune que lui, lui avait demandé de ne pas parler de lui à la télévision ou dans la presse.

## Filmographie

### Cinéma
- 1972 : Everything You Wanted To Know About Sex : lui-même
- 1992 : La Loi De La Nuit : lui-même
- 1993 : The Emperor's New Clothes : l'empereur
- 1999 : Torrance Rises : lui-même
- 1999 : Dudley Do-Right : lui-même
- 2005 : Miss FBI : Divinement armée : lui-même
- 2011 : Jack et Julie, de Dennis Dugan : lui-même (caméo)

### Télévision
- 1977 : SST: Death Flight : Harry Carter
- 1977 : Mad Bull : Raymond Towne
- 1978 : The Bad News Bears Go to Japan : Harry Hahm
- 1979 : Mirror, Mirror
- 1980 : Steve Martin: Comedy Is Not Pretty
- 1985 : Malibu Express : lui-même (caméo)
- 1987-1988 : Ryan's Hope (série) : Malachy Malone (1987, 1988)
- 1993 : Perry Mason: The Case of the Telltale Talk Show Host : Winslow Keene
- 1994 : Seinfeld (série télévisée): lui-même (saison 5, épisode 21 : The Opposite)
- 1995 : Happily Ever After: Fairy Tales for Every Child (série télévisée) : Jack (voix)
- 1996 : Le Prince de Bel Air (saison 6, épisode 21 : Qui perd gagne) : lui même
- 1997 : Mother Goose: A Rappin' and Rhymin' Special : Jack (voix)
- 2001 : Spin City : lui-même
- 2002 : Regis and Kelly in Prime Time : le présentateur
- 2004 : Lilo et Stitch, la série (saison 1, episode 37 : Expérience 360 Morphée) : Lui-même venant à Hawaï pour pouvoir se reposer
- 2008 : How I Met Your Mother : lui-même (saison 4, épisode 2 : The best burger in New York). Il y interprète son propre rôle et recherche désespérément le restaurant dans lequel il avait mangé le meilleur burger de tout New York.
- 2012 : Hot in Cleveland, (série), saison 3, épisode 24 : Pierre